# Sunt un mic ticălos 3
Sunt un mic ticălos 3 (în engleză: Despicable Me 3) este un film american 3D de animație din 2017 regizat de Pierre Coffin, Kyle Balda și Eric Guillon.

## Distribuție
În limba română, interpretul și dansatorul CRBL este vedeta aleasă să promoveze filmul în România, și să interpreteze vocea personajului Balthazar Bratt. 